# Harold G. Hoffman
Harold Giles Hoffman, född 7 februari 1896 i South Amboy i New Jersey, död 4 juni 1954 i New York, var en amerikansk republikansk politiker. Han var ledamot av USA:s representanthus 1927–1931 och New Jerseys guvernör 1935–1938.
Hoffman deltog i första världskriget och var sedan verksam som affärsman i South Amboy. Han var South Amboys borgmästare 1925–1926. År 1927 efterträdde han Stewart H. Appleby som kongressledamot och efterträddes 1931 av William H. Sutphin.
Hoffman tillträdde 1935 som New Jerseys guvernör och efterträddes 1938 av A. Harry Moore. Hoffman avled 1954 och gravsattes på Christ Church Cemetery i South Amboy.